# Biélorussie aux Jeux olympiques d'hiver de 2002
Cet article contient des informations sur la participation et les résultats de la Biélorussie aux Jeux olympiques d'hiver de 2002, qui ont eu lieu à Salt Lake City aux États-Unis.

## Médaillés
| Médaillé | Nom            | Sport           | Épreuve     |
| -------- | -------------- | --------------- | ----------- |
| Bronze   | Alexei Grishin | Ski acrobatique | Saut hommes |

## Résultats

### Biathlon

#### Hommes
| Épreuve             | Athlète         | Manqués 1 | Temps         | Rang |
| ------------------- | --------------- | --------- | ------------- | ---- |
| Sprint 10 km        | Aleksandr Syman | 3         | 27 min 45 s 3 | 56   |
| Sprint 10 km        | Aleksey Aydarov | 2         | 27 min 06 s 4 | 37   |
| Sprint 10 km        | Vadim Sashurin  | 0         | 26 min 09 s 9 | 12   |
| Sprint 10 km        | Oleg Ryzhenkov  | 0         | 26 min 05 s 5 | 11   |
| 12,5 km poursuite 2 | Aleksandr Syman | 3         | 38 min 05 s 8 | 49   |
| 12,5 km poursuite 2 | Aleksey Aydarov | 6         | 37 min 43 s 0 | 48   |
| 12,5 km poursuite 2 | Oleg Ryzhenkov  | 2         | 35 min 08 s 3 | 21   |
| 12,5 km poursuite 2 | Vadim Sashurin  | 1         | 34 min 00 s 5 | 10   |

| Épreuve | Athlète          | Temps         | Manqués | Temps ajusté3 | Rang |
| ------- | ---------------- | ------------- | ------- | ------------- | ---- |
| 20 km   | Rustam Valiullin | 52 min 46 s 7 | 6       | 58 min 46 s 7 | 60   |
| 20 km   | Oleg Ryzhenkov   | 51 min 56 s 6 | 4       | 55 min 56 s 6 | 31   |
| 20 km   | Aleksey Aydarov  | 51 min 25 s 3 | 3       | 54 min 25 s 3 | 17   |
| 20 km   | Vadim Sashurin   | 52 min 52 s 6 | 0       | 52 min 52 s 6 | 9    |

| Athlètes                                                      | Course    | Course            | Course |
| Athlètes                                                      | Manqués 1 | Temps             | Rang   |
| ------------------------------------------------------------- | --------- | ----------------- | ------ |
| Aleksey Aydarov Aleksandr Syman Oleg Ryzhenkov Vadim Sashurin | 1         | 1 h 27 min 12 s 0 | 8      |

| Épreuve           | Athlète               | Manqués 1 | Temps         | Rang |
| ----------------- | --------------------- | --------- | ------------- | ---- |
| Sprint 7,5 km     | Kseniya Zikunkova     | 5         | 25 min 21 s 5 | 65   |
| Sprint 7,5 km     | Yevgeniya Kutsepalova | 1         | 23 min 26 s 5 | 44   |
| Sprint 7,5 km     | Yelena Khrustalyova   | 2         | 23 min 06 s 6 | 33   |
| Sprint 7,5 km     | Olga Nazarova         | 1         | 22 min 14 s 9 | 14   |
| 10 km poursuite 4 | Yevgeniya Kutsepalova | 2         | 34 min 40 s 1 | 28   |
| 10 km poursuite 4 | Olga Nazarova         | 1         | 32 min 24 s 5 | 11   |

| Épreuve | Athlète           | Temps           | Manqués | Temps ajusté3   | Rang |
| ------- | ----------------- | --------------- | ------- | --------------- | ---- |
| 15 km   | Lyudmila Ananko   | N'a pas terminé | –       | N'a pas terminé | –    |
| 15 km   | Lyudmila Lysenko  | 50 min 25 s 4   | 4       | 54 min 25 s 4   | 51   |
| 15 km   | Kseniya Zikunkova | 49 min 26 s 8   | 3       | 52 min 26 s 8   | 38   |
| 15 km   | Olga Nazarova     | 47 min 29 s 9   | 1       | 48 min 29 s 9   | 6    |

| Athlètes                                                                 | Course    | Course            | Course |
| Athlètes                                                                 | Manqués 1 | Temps             | Rang   |
| ------------------------------------------------------------------------ | --------- | ----------------- | ------ |
| Olga Nazarova Lyudmila Lysenko Yevgeniya Kutsepalova Yelena Khrustalyova | 0         | 1 h 31 min 01 s 6 | 7      |

### Ski de fond

#### Hommes
| Athlète          | Manche qualificative | Manche qualificative | Quart de finale | Quart de finale | Demi-finale  | Demi-finale  | Finale       | Finale       |
| Athlète          | Temps                | Rang                 | Temps           | Rang            | Temps        | Rang         | Temps        | Rang final   |
| ---------------- | -------------------- | -------------------- | --------------- | --------------- | ------------ | ------------ | ------------ | ------------ |
| Aleksandr Shalak | 3 min 13 s 63        | 58                   | Non qualifié    | Non qualifié    | Non qualifié | Non qualifié | Non qualifié | Non qualifié |
| Denis Vorobyov   | 3 min 08 s 79        | 56                   | Non qualifié    | Non qualifié    | Non qualifié | Non qualifié | Non qualifié | Non qualifié |
| Aleksey Tregubov | 3 min 08 s 05        | 55                   | Non qualifié    | Non qualifié    | Non qualifié | Non qualifié | Non qualifié | Non qualifié |
| Roman Virolaynen | 2 min 57 s 48        | 27                   | Non qualifié    | Non qualifié    | Non qualifié | Non qualifié | Non qualifié | Non qualifié |

| Athlètes                                                                | Course            | Course |
| Athlètes                                                                | Temps             | Rang   |
| ----------------------------------------------------------------------- | ----------------- | ------ |
| Roman Virolaynen Nikolay Semenyako Aleksandr Sannikov Sergey Dolidovich | 1 h 42 min 12 s 0 | 15     |

| Athlète            | 10 km classique | 10 km classique | 10 km poursuite libre1 | 10 km poursuite libre1 |
| Athlète            | Temps           | Rang            | Temps                  | Rang final             |
| ------------------ | --------------- | --------------- | ---------------------- | ---------------------- |
| Denis Vorobyov     | 30 min 04 s 3   | 65              | Non qualifié           | Non qualifié           |
| Aleksandr Sannikov | 29 min 30 s 5   | 61              | Non qualifié           | Non qualifié           |
| Sergey Dolidovich  | 28 min 44 s 0   | 54 Q            | Non partant            | –                      |
| Roman Virolaynen   | 26 min 42 s 2   | 9 Q             | 25 min 29 s 1          | 30                     |

| Épreuve         | Athlète            | Course            | Course |
| Épreuve         | Athlète            | Temps             | Rang   |
| --------------- | ------------------ | ----------------- | ------ |
| 15 km classique | Aleksey Tregubov   | 42 min 00 s 7     | 51     |
| 15 km classique | Nikolay Semenyako  | 41 min 48 s 0     | 48     |
| 15 km classique | Aleksandr Shalak   | 41 min 44 s 5     | 47     |
| 15 km classique | Roman Virolaynen   | 39 min 02 s 4     | 13     |
| 30 km libre     | Aleksandr Sannikov | 1 h 19 min 46 s 9 | 53     |
| 30 km libre     | Nikolay Semenyako  | 1 h 19 min 45 s 6 | 52     |
| 30 km libre     | Denis Vorobyov     | 1 h 17 min 43 s 2 | 44     |
| 30 km libre     | Sergey Dolidovich  | 1 h 13 min 51 s 1 | 14     |
| 50 km classique | Aleksandr Shalak   | 2 h 24 min 37 s 2 | 46     |
| 50 km classique | Aleksandr Sannikov | 2 h 24 min 14 s 2 | 44     |
| 50 km classique | Aleksey Tregubov   | 2 h 22 min 29 s 3 | 40     |

#### Femmes

##### Sprint
| Athlète                         | Manche qualificative | Manche qualificative | Quart de finale | Quart de finale | Demi-finale   | Demi-finale   | Finale        | Finale        |
| Athlète                         | Temps                | Rang                 | Temps           | Rang            | Temps         | Rang          | Temps         | Rang final    |
| ------------------------------- | -------------------- | -------------------- | --------------- | --------------- | ------------- | ------------- | ------------- | ------------- |
| Nataliya Sviridova-Kalinovskaya | 3 min 31s 83         | 45                   | Non qualifiée   | Non qualifiée   | Non qualifiée | Non qualifiée | Non qualifiée | Non qualifiée |
| Viktoriya Lopatina              | 3 min 20 s 59        | 24                   | Non qualifiée   | Non qualifiée   | Non qualifiée | Non qualifiée | Non qualifiée | Non qualifiée |

| Athlètes                                                             | Course        | Course |
| Athlètes                                                             | Temps         | Rang   |
| -------------------------------------------------------------------- | ------------- | ------ |
| Yelena Kalugina Svetlana Nageykina Vera Zyatikova Nataliya Zyatikova | 50 min 37 s 9 | 5      |

| Athlète                         | 5 km classique | 5 km classique | 5 km poursuite libre2 | 5 km poursuite libre2 |
| Athlète                         | Temps          | Rang           | Temps                 | Rang final            |
| ------------------------------- | -------------- | -------------- | --------------------- | --------------------- |
| Nataliya Sviridova-Kalinovskaya | 14 min 53 s 6  | 61             | Non qualifiée         | Non qualifiée         |
| Yelena Kalugina                 | 14 min 34 s 6  | 52             | Non qualifiée         | Non qualifiée         |
| Nataliya Zyatikova              | 14 min 23 s 5  | 45 Q           | 13 min 31 s 2         | 34                    |
| Vera Zyatikova                  | 14 min 15 s 2  | 37 Q           | 13 min 29 s 8         | 32                    |

| Épreuve               | Athlète                         | Course            | Course |
| Épreuve               | Athlète                         | Temps             | Rang   |
| --------------------- | ------------------------------- | ----------------- | ------ |
| 10 km classique       | Yelena Kalugina                 | 31 min 10 s 9     | 43     |
| 10 km classique       | Nataliya Zyatikova              | 30 min 44 s 2     | 35     |
| 10 km classique       | Vera Zyatikova                  | 30 min 20 s 5     | 27     |
| 10 km classique       | Svetlana Nageykina              | 29 min 48 s 4     | 14     |
| 15 km poursuite libre | Nataliya Sviridova-Kalinovskaya | 44 min 09 s 2     | 40     |
| 15 km poursuite libre | Nataliya Zyatikova              | 42 min 04 s 5     | 17     |
| 15 km poursuite libre | Vera Zyatikova                  | 42 min 04 s 5     | 17     |
| 15 km poursuite libre | Svetlana Nageykina              | 40 min 17 s 9     | 5      |
| 30 km classique       | Irina Skripnik                  | 1 h 42 min 49 s 1 | 30     |
| 30 km classique       | Nataliya Zyatikova              | 1 h 42 min 18 s 0 | 29     |
| 30 km classique       | Svetlana Nageykina              | 1 h 35 min 51 s 6 | 11     |

### Patinage artistique
| Athlète        | Points | Programme court | Programme libre | Rang |
| -------------- | ------ | --------------- | --------------- | ---- |
| Sergei Davydov | 31,5   | 15              | 24              | 21   |

| Athlète         | Points | Programme court | Programme libre | Rang |
| --------------- | ------ | --------------- | --------------- | ---- |
| Julia Soldatova | 29,0   | 22              | 18              | 18   |

### Ski acrobatique
| Athlète            | Épreuve | Qualification | Qualification | Finale | Finale             |
| Athlète            | Épreuve | Points        | Rang          | Points | Rang               |
| ------------------ | ------- | ------------- | ------------- | ------ | ------------------ |
| Dmitry Dashchinsky | Saut    | 219,94        | 12 Q          | 244,29 | 7                  |
| Dmitry Rak         | Saut    | 240,87        | 5 Q           | 226,34 | 10                 |
| Alexei Grishin     | Saut    | 251,76        | 1 Q           | 251,19 | Médaille de bronze |

| Athlète       | Épreuve | Qualification | Qualification | Finale        | Finale        |
| Athlète       | Épreuve | Points        | Rang          | Points        | Rang          |
| ------------- | ------- | ------------- | ------------- | ------------- | ------------- |
| Assol Slivets | Saut    | 157,96        | 13            | Non qualifiée | Non qualifiée |
| Alla Tsuper   | Saut    | 181,37        | 3 Q           | 164,92        | 9             |

### Hockey sur glace

#### Tournoi hommes

##### Tour préliminaire - Groupe B
La meilleure équipe (en vert) se qualifie pour le premier tour.
| Équipe      | MJ | V | D | N | BP | BC | DIF | PTS |
| ----------- | -- | - | - | - | -- | -- | --- | --- |
| Biélorussie | 3  | 2 | 1 | 0 | 5  | 3  | +2  | 4   |
| Ukraine     | 3  | 2 | 1 | 0 | 9  | 5  | +4  | 4   |
| Suisse      | 3  | 1 | 1 | 1 | 7  | 9  | −2  | 3   |
| France      | 3  | 0 | 2 | 1 | 6  | 10 | −4  | 1   |

Tous les heures sont locales (UTC-7).
| 9 février 2002 | Biélorussie | 1-0 (0–0, 0–0, 1–0) | Ukraine | Peaks Ice Arena, Provo 6 294 spectateurs |

| 11 février 2002 | Biélorussie | 3-1 (1–1, 1–0, 1–0) | France | Peaks Ice Arena, Provo 6 214 spectateurs |

| 12 février 2002 | Suisse | 2-1 (1–0, 1–1, 0–0) | Biélorussie | E Center, West Valley City 7 736 spectateurs |

##### Premier tour - Groupe D
| Équipe      | MJ | V | D | N | BP | BC | DIF | PTS |
| ----------- | -- | - | - | - | -- | -- | --- | --- |
| États-Unis  | 3  | 2 | 0 | 1 | 16 | 3  | +13 | 5   |
| Finlande    | 3  | 2 | 1 | 0 | 11 | 8  | +3  | 4   |
| Russie      | 3  | 1 | 1 | 1 | 9  | 9  | 0   | 3   |
| Biélorussie | 3  | 0 | 3 | 0 | 6  | 22 | −16 | 0   |

Toutes les heures sont locales (UTC-7).
| 15 février 2002 | Russie | 6-4 (3–1, 1–2, 2–1) | Biélorussie | E Center, West Valley City 8 484 spectateurs |

| 16 février 2002 | Finlande | 8-1 (3–0, 3–0, 2–1) | Biélorussie | E Center, West Valley City 8 599 spectateurs |

| 18 février 2002 | Biélorussie | 1-8 (1–0, 0–3, 0–5) | États-Unis | E Center, West Valley City 8 599 spectateurs |

##### Tournoi final

###### Quart de finale
| 20 février 2002 | Suède | 3-4 (1–2, 1–0, 1–2) | Biélorussie | E Center, West Valley City 7 240 spectateurs |

###### Demi-finale
| 22 février 2002 | Canada | 7-1 (2–1, 2–0, 3–0) | Biélorussie | E Center, West Valley City 8 599 spectateurs |

###### Match pour la médaille de bronze
| 23 février 2002 | Biélorussie 4e | 2-7 (1–2, 1–2, 0–3) | Russie | E Center, West Valley City 8 599 spectateurs |

Les joueurs sont Aliaksandr Andryewski, Aleh Antonenka, Vadim Bekboulatov, Dmitri Doudik, Aliakseï Kalioujny, Oleg Khmyl, Kanstantsin Kaltsow, Ouladzimir Kopats, Andreï Kovaliov, Aleksandr Makritsky, Igor Matouchkine, Andreï Mezine, Aleh Mikoultchyk, Dmitri Pankov, Andreï Rassolko, Oleg Romanov, Rouslan Saleï, Siarheï Chabanaw, Andreï Skabelka, Sergueï Stas, Ouladzimir Tsyplakow, Edouard Zankavets, Aleksandr Jourik et Vassili Pankov.

### Combiné nordique
| Athlète           | Saut en ski | Saut en ski | Ski de fond Temps | Total Rang |
| Athlète           | Points      | Rang        | Ski de fond Temps | Total Rang |
| ----------------- | ----------- | ----------- | ----------------- | ---------- |
| Sergey Zakharenko | 86,6        | 40          | 19 min 29 s 5     | 38         |

| Athlète           | Saut à ski | Saut à ski | Ski de fond Temps | Total Rang |
| Athlète           | Points     | Rang       | Ski de fond Temps | Total Rang |
| ----------------- | ---------- | ---------- | ----------------- | ---------- |
| Sergey Zakharenko | 171,5      | 45         | 49 min 18 s 9     | 44         |

### Patinage de vitesse sur piste courte

#### Femmes
| Athlète                    | Épreuve | Premier tour   | Premier tour | Quart de finale | Quart de finale | Demi-finale   | Demi-finale   | Finale        | Finale        |
| Athlète                    | Épreuve | Temps          | Rang         | Temps           | Rang            | Temps         | Rang          | Temps         | Rang final    |
| -------------------------- | ------- | -------------- | ------------ | --------------- | --------------- | ------------- | ------------- | ------------- | ------------- |
| Yuliya Pavlovich-Yelsakova | 500 m   | 47 s 273       | 3            | Non qualifiée   | Non qualifiée   | Non qualifiée | Non qualifiée | Non qualifiée | Non qualifiée |
| Yuliya Pavlovich-Yelsakova | 1 500 m | 2 min 36 s 058 | 4            | Non qualifiée   | Non qualifiée   | Non qualifiée | Non qualifiée | Non qualifiée | Non qualifiée |

### Saut à ski
| Athlète          | Épreuve         | Saut qualificatif | Saut qualificatif | Saut qualificatif | Saut en finale 1 | Saut en finale 1 | Saut en finale 1 | Saut en finale 2 | Saut en finale 2 | Total        | Total        |
| Athlète          | Épreuve         | Distance          | Points            | Rang              | Distance         | Points           | Rang             | Distance         | Points           | Points       | Rang         |
| ---------------- | --------------- | ----------------- | ----------------- | ----------------- | ---------------- | ---------------- | ---------------- | ---------------- | ---------------- | ------------ | ------------ |
| Andrey Lyskovets | Tremplin normal | 81,5 m            | 95,0              | 33 Q              | 83,5 m           | 98,0             | 42               | Non qualifié     | Non qualifié     | Non qualifié | Non qualifié |
| Andrey Lyskovets | Grand tremplin  | 96,0 m            | 66,3              | 45                | Non qualifié     | Non qualifié     | Non qualifié     | Non qualifié     | Non qualifié     | Non qualifié | Non qualifié |

### Patinage de vitesse
| Épreuve | Athlète           | Course 1 | Course 1 | Course 2 | Course 2 | Total         | Total |
| Épreuve | Athlète           | Temps    | Rang     | Temps    | Rang     | Temps         | Rang  |
| ------- | ----------------- | -------- | -------- | -------- | -------- | ------------- | ----- |
| 500 m   | Aleksey Khatylyov | 37 s 40  | 33       | 37 s 41  | 36       | 74 s 81       | 32    |
| 1 000 m | Aleksey Khatylyov |          |          |          |          | 1 min 13 s 73 | 42    |
| 1 000 m | Igor Makovetsky   |          |          |          |          | 1 min 12 s 33 | 41    |
| 1 500 m | Aleksey Khatylyov |          |          |          |          | 1 min 52 s 87 | 47    |
| 1 500 m | Igor Makovetsky   |          |          |          |          | 1 min 50 s 15 | 40    |

| Épreuve | Athlète               | Course 1 | Course 1 | Course 2 | Course 2 | Total         | Total |
| Épreuve | Athlète               | Temps    | Rang     | Temps    | Rang     | Temps         | Rang  |
| ------- | --------------------- | -------- | -------- | -------- | -------- | ------------- | ----- |
| 500 m   | Svetlana Radkevich    | 39 s 84  | 30       | 39 s 61  | 27       | 79 s 45       | 28    |
| 500 m   | Anzhelika Kotyuga     | 37 s 73  | 6        | 37 s 66  | 4        | 75 s 39       | 5     |
| 1 000 m | Svetlana Radkevich    |          |          |          |          | 1 min 18 s 93 | 33    |
| 1 000 m | Anzhelika Kotyuga     |          |          |          |          | 1 min 15 s 03 | 12    |
| 1 500 m | Svetlana Chepelnikova |          |          |          |          | 2 min 04 s 06 | 34    |
| 3 000 m | Svetlana Chepelnikova |          |          |          |          | 4 min 24 s 96 | 32    |